# 保拉·皮尼
保拉·皮尼（義大利語：Paola Pigni，1945年12月30日—2021年6月11日），意大利女子田径运动员，主攻中跑。她曾代表意大利参加1968年和1972年夏季奥林匹克运动会田径比赛，其中1972年奥运会获得女子1500米铜牌。